# Boloria dia

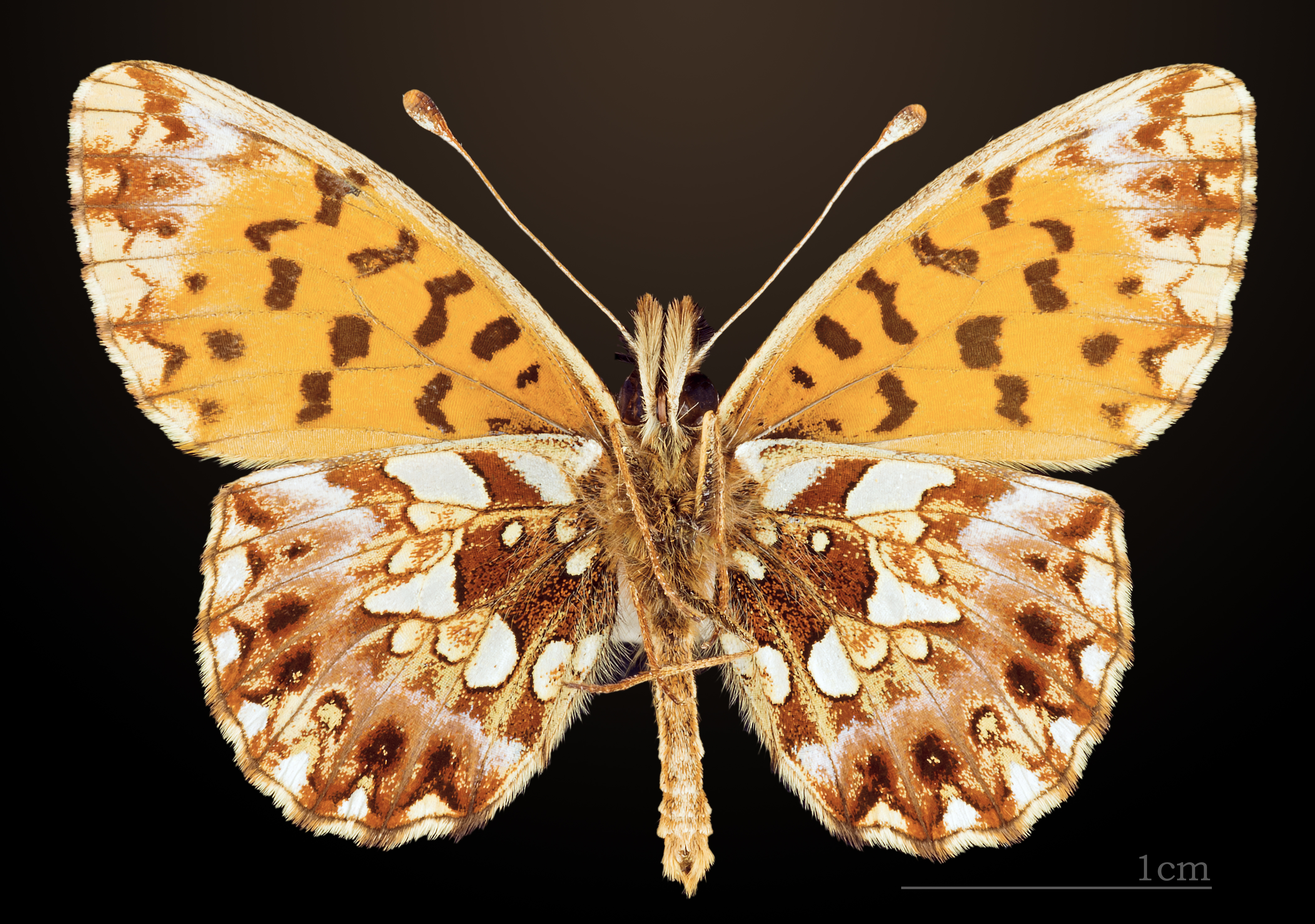
Boloria dia - bụng bên

Boloria dia là một loài bướm ngày thuộc họ Nymphalidae. Nó được tìm thấy ở châu Âu, qua Kavkaz tới Mông Cổ.
Chiều dài cánh trước là 16–17 mm.
Ấu trùng có thể ăn các loài Viola.